# Colby O'Donis
Colby O'Donis (Queens, Nueva York, 14 de marzo de 1989) es un cantante estadounidense de pop y R&B, además de guitarrista, productor y actor. En 2008, lanzó su álbum debut "Colby O", y su sencillo "What You Got" con Akon que alcanzó el puesto #14 en Billboard Hot 100, además de su colaboración en la exitosa canción "Just Dance" con Lady Gaga que estuvo en el #1 por tres semanas consecutivas en la esa lista. En 2009 anunció su retiro temporal de la música. Después de cuatro años, Colby lanzó un vídeo para su entonces nuevo sencillo, llamado "Lean", en su cuenta oficial de VEVO el 12 de agosto de 2013. Durante los próximos años, 2013 a 2015, pasaría a sacar sencillos en intervalos de tiempo irregulares para luego pausar su carrera musical nuevamente. Sería hasta el 15 de noviembre de 2019 cuando sacaría un nuevo sencillo titulado "Confidence", el cual lo catapultaría nuevamente a retomar su carrera musical.

## Primeros años
O'Donis nació en Queens, Nueva York de padres puertorriqueños. Su madre, Olga, es una cantante,  coronada una vez como Miss Puerto Rico y su padre, Freddy Colón, es un jinete de disco de Nueva York. Fue nombrado Colby en memoria de un bombero que fue asesinado por salvarle la vida a su padre. O'Donis obtuvo el primer lugar en un concurso de talentos, al cantar una canción de Michael Jackson cuando él tenía tres años.

## Carrera musical
Cuando tenía ocho años, los padres de O'Donis se trasladaron a Altamonte Springs, Florida, donde Colby comenzó a colaborar con el grupo Full Force, que fue responsable de numerosos éxitos de los Backstreet Boys, Lisa Lisa and Cult Jam, 'N Sync, y Britney Spears. 
La fama comenzó a los diez, cuando se convirtió en el artista más joven en grabar con Motown Records, con el fin de hacer unas canciones para bandas sonoras de películas importantes. La canción, titulada "Mouse in the House" fue incluida en la banda sonora de la película Stuart Little en 1999. Poco después, comenzó a tomar clases de guitarra con Johan Oiested, un músico que fue aprendiz de Carlos Santana. 
A la edad de once años, hizo apariciones regulares como actor en la serie de televisión Grandpa's Garage.
A la edad de catorce años, Colby abrió shows para artistas importantes, incluyendo JoJo, A-Teens, Hoku, S Club 7, Jump5, B-5, Backstreet Boys, Brian McKnight, 98 ° y 'N Sync. 
Poco después de su decimoquinto cumpleaños, los padres de Colby tomaron la decisión de trasladarse una vez más, esta vez a Los Ángeles y llevar a cabo un contrato de grabación para Colby con 100 + para un catálogo de canciones.
Después de este empuje, Colby se introdujo a Genuine Music Group, donde comenzó a colaborar en la producción de un disco LP con canciones para catálogos y canciones coescritas por los productores Damon Sharpe (Jennifer Lopez, Ginuwine, Kelly Rowland, Anastacia), Gregg Pagani (Babyface, Musiq Soulchild, 3LW) James Brion, Manuel Seal Jr. (Mariah Carey, Usher, Mary J. Blige) y por el ganador de múltiples discos de platinos el artista Justin Timberlake.
Colby también en California, empezó abriendo shows para Keyshia Cole, 112, Montell Jordan, Daddy Yankee, Omarion, Don Omar, Brandy, Akon, Rihanna, Bobby Valentino, Ne-Yo y Lil Wayne.

## Colby O'Donis (2008-2009)
El primer sencillo de Colby fue "What You Got" con Akon, fue lanzado el 26 de febrero de 2008, seguido por su segundo sencillo titulado "Don't Turn Back", el cual fue lanzado el 24 de junio de 2008. Ambos sencillos estuvieron disponibles para su descarga digital a través de iTunes y, además, se incluyen en su álbum debut Colby O.
Colby O'Donis colaboró con Lady Gaga en "Just Dance", siendo este el sencillo líder del álbum debut The Fame, perteneciente a Gaga. La canción logró ser #1 en las grandes listas mundiales, incluyendo en el Billboard Hot 100 y el UK Singles Chart. Esto le valió una nominación a Mejor Grabación Dance/Electrónica en la 51.ª edición de los Premios Grammy
Tiene una canción a dúo con Brooke Hogan, la hija del luchador profesional Hulk Hogan, con la cual también tuvo un corto romance. La canción se tituló "Hey Yo!".
Durante este tiempo, apareció brevemente en un episodio de la serie de Nickelodeon, Manual de supervivencia escolar de Ned como Nelson Duckworth.

## Start Over, el "regreso" a la música (2013-2014)

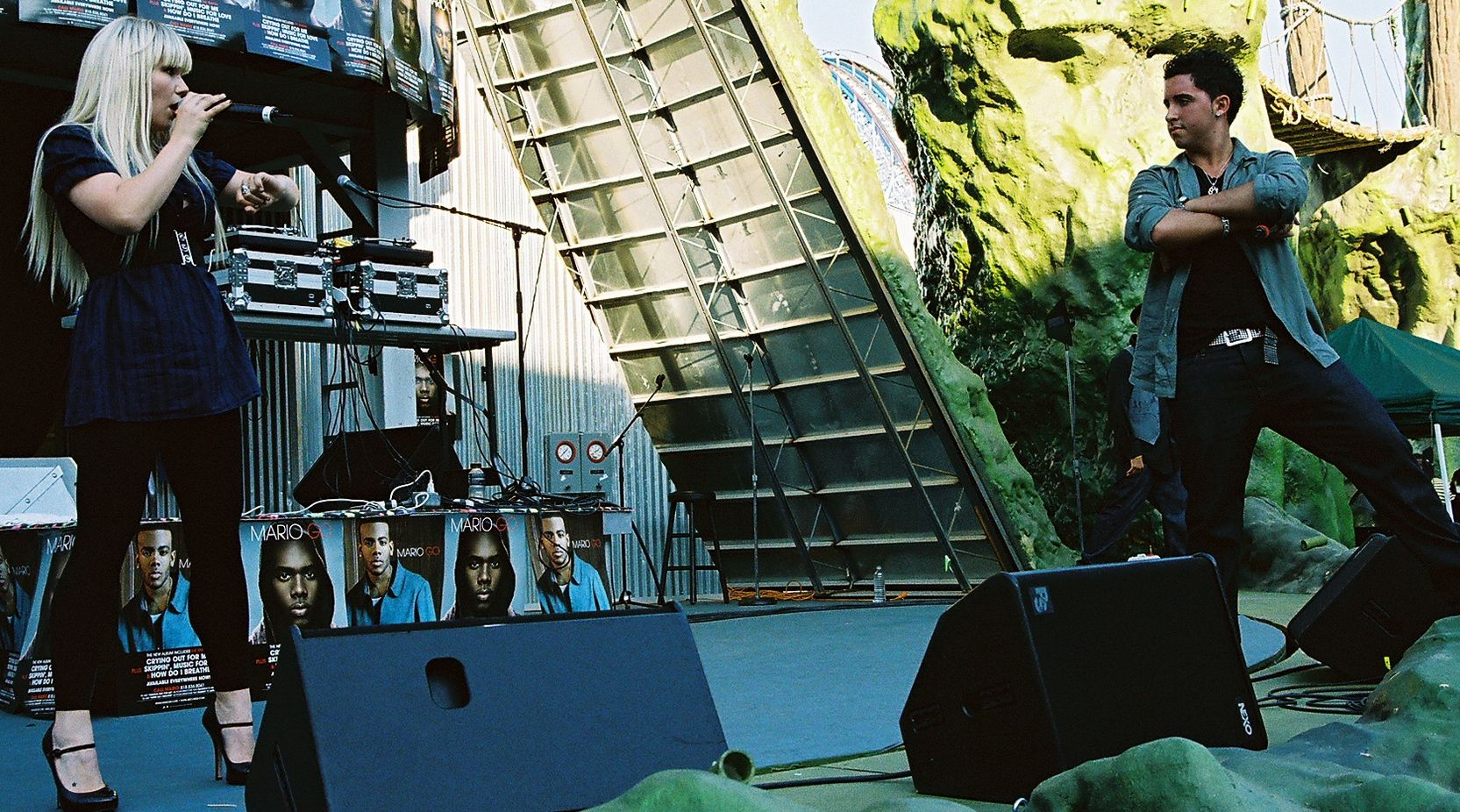
Six Flags Summer Jams Concert with Colby O'donis in Gurnee, Ill

El cantante anunció a mediados de 2013 su regreso a la música, que llegaría con un segundo álbum de estudio, titulado "Start Over", que en principio se publicaría en 2014, según anunció el propio O'Donis el 2 de octubre de 2013. Previamente, había lanzado en su canal de VEVO el que sería el primer sencillo del álbum, "Lean". Estaba previsto que el álbum se publicara en 2014. Sin embargo, O'donis anunció, en el mismo año, su retiro de la música para dedicarse a su familia, así como cancelar el proyecto de Start Over. A pesar de haber anunciado su retiro, O'donis reanudó su carrera en otoño de 2019 con un nuevo sencillo titulado "Confidence" con el cual esperó retomar nuevamente su carrera musical.

## Discografía
Álbumes de estudio
- 2008: Colby O
- 2010: Magnetic
- 2019: Confidence [1]